# Noto (Ishikawa)
Noto (能登町?) è una cittadina giapponese della prefettura di Ishikawa.